# Pressigny-les-Pins
Pressigny-les-Pins és un municipi francès, situat al departament del Loiret i a la regió de Centre – Vall del Loira. L'any 2007 tenia 411 habitants.

## Demografia

### Població
El 2007 la població de fet de Pressigny-les-Pins era de 411 persones. Hi havia 164 famílies, de les quals 36 eren unipersonals (24 homes vivint sols i 12 dones vivint soles), 56 parelles sense fills, 56 parelles amb fills i 16 famílies monoparentals amb fills.
La població ha evolucionat segons el següent gràfic:
Habitants censats

### Habitatges
El 2007 hi havia 218 habitatges, 168 eren l'habitatge principal de la família, 28 eren segones residències i 21 estaven desocupats. 204 eren cases i 8 eren apartaments. Dels 168 habitatges principals, 134 estaven ocupats pels seus propietaris, 30 estaven llogats i ocupats pels llogaters i 5 estaven cedits a títol gratuït; 2 tenien una cambra, 7 en tenien dues, 24 en tenien tres, 52 en tenien quatre i 84 en tenien cinc o més. 135 habitatges disposaven pel capbaix d'una plaça de pàrquing. A 65 habitatges hi havia un automòbil i a 93 n'hi havia dos o més.

### Piràmide de població
La piràmide de població per edats i sexe el 2009 era:
| Homes | Edats   | Dones |
| ----- | ------- | ----- |
| 4     | 95 o +  | 0     |
| 4     | 90 a 94 | 8     |
| 4     | 85 a 89 | 4     |
| 8     | 80 a 84 | 0     |
| 0     | 75 a 79 | 12    |
| 0     | 70 a 74 | 0     |
| 0     | 65 a 69 | 4     |
| 8     | 60 a 64 | 8     |
| 16    | 55 a 59 | 8     |
| 12    | 50 a 54 | 12    |
| 32    | 45 a 49 | 16    |
| 20    | 40 a 44 | 12    |
| 4     | 35 a 39 | 8     |
| 20    | 30 a 34 | 16    |
| 8     | 25 a 29 | 20    |
| 8     | 20 a 24 | 8     |
| 8     | 15 a 19 | 8     |
| 12    | 10 a 14 | 12    |
| 20    | 5 a 9   | 16    |
| 12    | 0 a 4   | 12    |

## Economia
El 2007 la població en edat de treballar era de 276 persones, 210 eren actives i 66 eren inactives. De les 210 persones actives 185 estaven ocupades (101 homes i 84 dones) i 25 estaven aturades (14 homes i 11 dones). De les 66 persones inactives 21 estaven jubilades, 24 estaven estudiant i 21 estaven classificades com a «altres inactius».

### Ingressos
El 2009 a Pressigny-les-Pins hi havia 198 unitats fiscals que integraven 490,5 persones, la mediana anual d'ingressos fiscals per persona era de 18.877 €.

### Activitats econòmiques
Dels 16 establiments que hi havia el 2007, 3 eren d'empreses de fabricació d'altres productes industrials, 3 d'empreses de construcció, 6 d'empreses de comerç i reparació d'automòbils, 1 d'una empresa de transport, 1 d'una empresa d'hostatgeria i restauració i 2 d'entitats de l'administració pública.
Dels 5 establiments de servei als particulars que hi havia el 2009, 2 eren tallers de reparació d'automòbils i de material agrícola, 2 guixaires pintors i 1 lampisteria.
L'any 2000 a Pressigny-les-Pins hi havia 5 explotacions agrícoles.

## Equipaments sanitaris i escolars
El 2009 hi havia una escola elemental.

## Poblacions més properes
El següent diagrama mostra les poblacions més properes.